# Güelfo VI

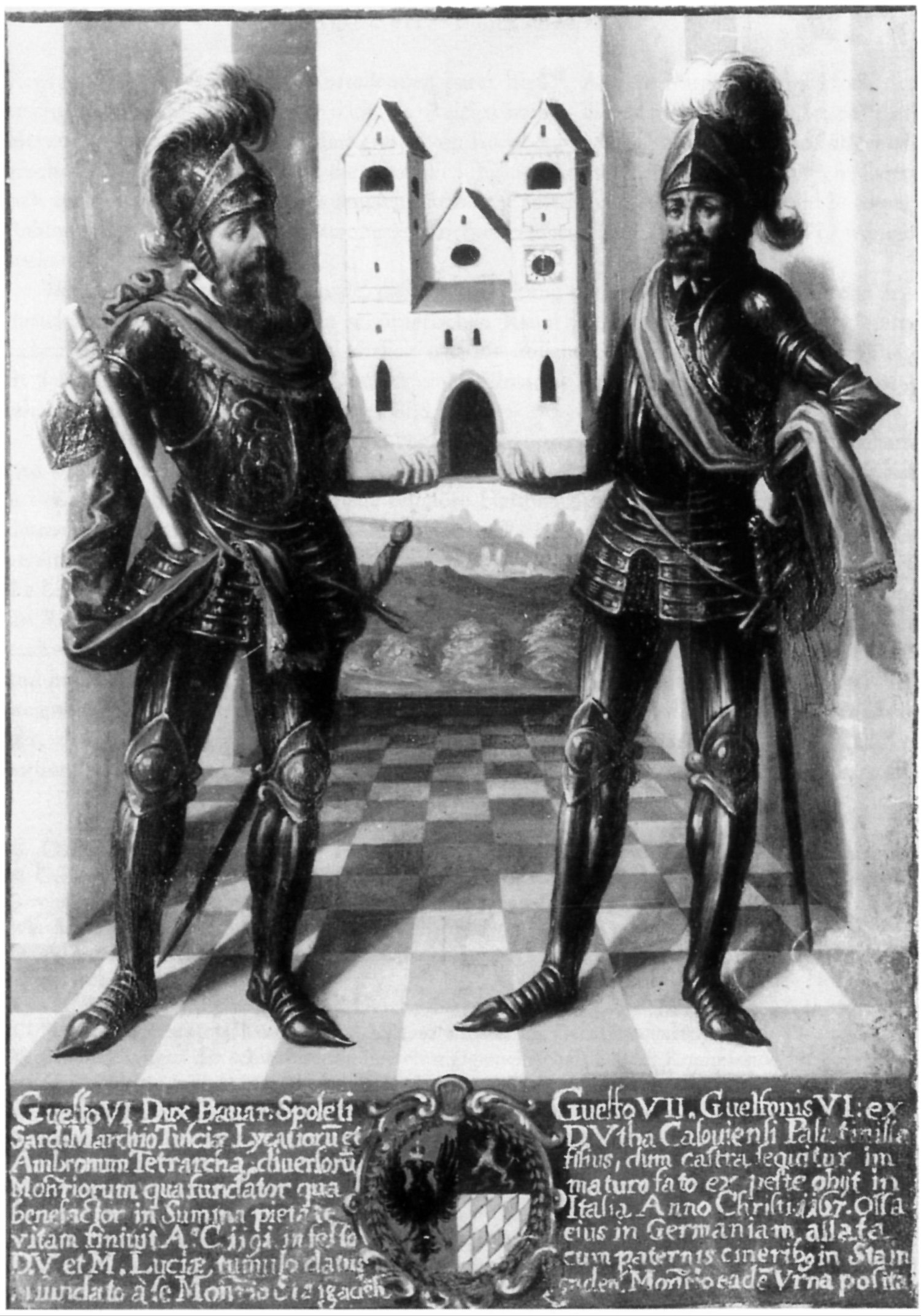
Welf VI con su hijo Welf VII.

Güelfo VI, en alemán Welf VI., (1115 -  Memmingen, 15 de diciembre de 1191) fue uno de los grandes duques de Toscana.

## Literatura
- Welf VI. : wissenschaftliches Kolloquium zum 800. Todesjahr vom 5. bis 8. Oktober 1991 im Schwäbischen Bildungszentrum Irsee / hrsg. von Rainer Jehl. – Sigmaringen : Thorbecke, 1995
- Historia Welforum / neu hrsg., übersetzt und erläutert von Erich König. – 2. Aufl. – Sigmaringen : Thorbecke, 1978
- Karin Feldmann, Herzog Welf VI. und sein Sohn. Das Ende des süddeutschen Welfenhauses (mit Regesten), Diss. Phil. Tübingen 1971